# Бьёркегрен, Ольга
Ольга Бьёркегрен (швед. Olga Christina Augusta Björkegren, 8 сентября 1857 — 30 апреля 1950) — шведская актриса и оперная певица.

## Биография
Ольга Бьёркегрен родилась в 1857 в Стокгольме в семье владельца ресторана Пера Бьёркегрена и Анны Сёдерберг. В 1873 г. она училась Dramatens elevskola, в 1875—1879 гг. работала в Новом театре Стокгольма (ныне — Svenska teatern), в 1879—1886 гг. — в Королевской опере, причём с 1880 г. она выступала оперной примой.
В 1887 г. Ольга Бьёркегрен вышла замуж за писателя и коллекционера Класа Фореуса и покинула театр, целиком посвятив себя дому и детям. В это браке родились трое сыновей (Эскель Биргер, Гуннар) и младшая дочь Ингер. В 1909—1911 супруги Фореус построили себе большую резиденцию Högberga gård в коммуне Лидингё, и Ольга стала его хозяйкой. Резиденция стала местом встречи для культурных деятелей того времени, здесь также бесплатно жили молодые, перспективные художники, развивающие свой талант. Эту резиденцию Фореусам пришлось продать в конце 1920-х гг. в силу финансовых трудностей и переселиться на маленькую виллу.
Ольга скончалась в 1950 г. в Уппсале.

## Роли
Некоторые роли Ольги Бьёркегрен:
- Анна Юлленстирна в Siri Brahe och Johan Gyllenstierna (Новый театр, 1875)
- Баронесса Рендсбург в Kvinnolist (Новый театр, 1876)
- Регина в Regina von Emmeritz (Новый театр, 1876)
- Августа в Bedragare och bedragne (Новый театр, 1877)
- Эллида в Frun från havet (Mindre teatern)